# Świerczynki (powiat toruński)
Świerczynki – wieś w województwie kujawsko-pomorskim, w powiecie toruńskim (gmina Łysomice). Od 1415 do 1834 roku własność toruńskich benedyktynek.
Znajduje się tutaj gotycki kościół św. Jana Chrzciciela z przełomu XIII i XIV w.
W pocz. XIII w. wznosił się tu obronny gródek lokalnego wodza pruskiego Pipina. W 1944 r. Niemcy wybudowali wokół wsi 12 schronów bojowych Ringstand 58c.
W latach 1975–1998 miejscowość administracyjnie należała do województwa toruńskiego.